# Sierra de Aguas
Sierra de Aguas es una sierra volcánica situado en el municipio de Carratraca, al oeste de la capital municipal, en la provincia de Málaga, comunidad autónoma de Andalucía, España. Está integrado en el macizo de Ronda.
Junto con la vecina sierra de Alcaparaín, la sierra de Aguas fue declarada Zona de Especial Conservación (ZEC) en 2015 y ambas sierras forman parte de la Reserva de la Biosfera Intercontinental del Mediterráneo desde 2006.

## Aspecto
Se trata de los restos de un antiguo cono volcánico submarino. Esta totalmente erosionado, como la mayoría de los volcanes del macizo de Ronda. Su cráter está totalmente casi desaparecido, a causa de la erosión. El colo rojo de esta sierra se debe a la oxidación del hierro contenido en las rocas, durante el proceso de edifización.

## Vulcanismo
Está compuesta de peridotita. Es parte del pequeño macizo volcánico de Carratraca, que también incluye las sierras de Baños, de Alcaparaín y Sierra Prieta.
El volcán de Aguas está extinto, pero se ha encontrado puntos calientes para fundar las termas de Carratraca. Son unas aguas termales que ha dado fama por toda Europa por su elegancia, ya que ha sido visitado estos balnearios por muchos personajes célebres. El edificio del balneario es de estilo neoclásico. En la sierra también existe un parque eólico.

## Flora
En la ZEC de las sierras de Alcaparaín y Aguas destacan varias especies vegetales tanto por su singularidad como por su reducida área de distribución, como Galium viridiflorum, catalogada en el Catálogo Andaluz de Especies Amenazadas. Igualmente se encuentran catalogadas Armeria villosa subsp. carratracensi y Silene fernandezii. La escasa distribución que presentan se debe principalmente a la adaptación al suelo (edafoendemismos), generado a partir de peridotitas, las cuales marcan unas condiciones singulares que pocas plantas toleran. Particularmente, Armeria villosa subsp. carratracensi mantiene su población más importante en la sierra de Aguas. Además de estas, existen otras especies de interés como Sarcocapnos baetica, Linaria clementei y Ophrys atlántica, caracterizadas por presentar distribuciones restringidas al sur de la península ibérica y adaptadas a ambientes rupícolas. En este espacio, la vegetación cumple un papel muy importante para la regulación hidrológica de la zona mediante el control de la erosión, la retención de sedimentos y la estabilización de los suelos.

## Fauna
La situación geográfica y el relieve de estos espacios caracterizan la configuración de las poblaciones de fauna, destacando especialmente la riqueza de la avifauna rupícola. La ZEC de las sierras de Alcaparaín y Aguas constituye un área de campeo y nidificación de importantes especies como el águila real (Aquila chrysaetos), el águila-azor perdicera (Hieraaetus fasciatus), el halcón peregrino (Falco  peregrinus), el búho real (Bubo bubo), la chova piquirroja (Pyrrhocorax pyrrhocorax) o el vencejo real (Apus melba). Igualmente destaca la presencia de varias especies de aves necrófagas, entre ellas el buitre leonado (Gyps fulvus) y el alimoche (Neophron percnopterus).
Entre el resto de vertebrados, destaca el grupo de mamíferos, con la presencia de la cabra montés (Capra pyrenaica hispanica), el gato montés (Felis silvestris) o la gineta (Genetta genetta). La disolución de la caliza como consecuencia del paso del agua, genera gran cantidad  de cuevas y cavidades, por lo que estas zonas se presentan inmejorables para el establecimiento de especies cavernícolas. Ejemplo de ello es  el caso de la Cueva de la Murcielaguina, en el arroyo de las Cuevas, donde se localiza un refugio de quirópteros. Otras especies visibles son el zorro (Vulpes vulpes), conejos (Oryctolagus cuniculus), liebres (Lepus granatensis y jabalís (Sus scrofa)
La herpetofauna está caracterizada por mantener una buena representación entre los reptiles, destacando entre ellos el galápago leproso  (Mauremys leprosa). Entre los anfibios se encuentran sapillo pintojo meridional (Discoglossus jeanneae) y la salamandra (Salamandra salamandra longirostris), endemismo de las sierras malagueñas y gaditanas. 